# Червоная Диброва (Сумская область)
Червоная Диброва (укр. Червона Діброва) — село,
Токаревский сельский совет,
Сумский район,
Сумская область,
Украина.
Код КОАТУУ — 5924788303. Население по переписи 2001 года составляло 36 человек.

## Географическое положение
Село Червоная Диброва находится на левом берегу реки Бездрик,
выше по течению на расстоянии в 0,5 км расположено село Зацарное,
ниже по течению на расстоянии в 2,5 км расположено село Бездрик.
Село окружено большим лесным массивом (дуб).